# Bay (Ardennes)
Bay is een plaats in het Franse departement Ardennes in de regio Grand Est. De plaats maakt deel uit van het arrondissement Charleville-Mézières.

## Geschiedenis
Bay ging op 29 december 1973 samen met Blanchefosse in een fusion associée op in de gemeente Blanchefosse-et-Bay.